# Яблонево (Тульская область)
Яблонево — деревня в Каменском районе Тульской области России.
В рамках административно-территориального устройства является центром Яблоневского сельского округа Каменского района, в рамках организации местного самоуправления — административный центр Яблоневского сельского поселения.

## География
Расположена на реке Красивая Меча, в 15 км к востоку от райцентра, села Архангельское, и в 109 км к югу от областного центра, г. Тулы. 

## Население
| 2002 | 2010 |
| ---- | ---- |
| 690  | ↗702 |